# Claude Heater
Claude Heater (Oakland, 25 ottobre 1927 – San Francisco, 28 maggio 2020) è stato un baritono statunitense.

## Biografia
A 17 anni ha prestato servizio nei United States Marine Corps ed a 19 come Missionario mormone per la Chiesa di Gesù Cristo dei santi degli ultimi giorni. Nel 1951 al Broadway theatre è Juggler nella prima assoluta di Top Banana di Johnny Mercer con Phil Silvers, Rose Marie (attrice), Jack Albertson e Robert Scheerer. Nel 1952 è il terzo membro del trio nella prima assoluta di Trouble in Tahiti di Leonard Bernstein nella Brandeis University di Waltham (Massachusetts) e successivamente studia canto a Milano.
Nel 1958 debutta come Giorgio Germont ne La traviata con Teresa Stich-Randall al Wiener Staatsoper. Nel 1959 a Vienna è Silvio in Pagliacci (opera) (19 recite viennesi fino al 1961) diretto da Lovro von Matačić con Jon Vickers e Wilma Lipp, Marquis de la Force ne I dialoghi delle Carmelitane (opera) con Anneliese Rothenberger ed Anton Dermota e Sharpless in Madama Butterfly diretto da Dimitri Mitropoulos con Eugenio Fernandi e debutta al Teatro alla Scala di Milano come Melò nella prima di Tristano e Isotta (opera) diretto da Karajan con Wolfgang Windgassen, Birgit Nilsson e Hans Hotter.
Nel 1959 compare nel film Ben-Hur nel ruolo di Gesù Cristo, seppur non sia accreditato nei titoli.
Nel 1960 a Vienna Morales in Carmen (opera) diretto da André Cluytens con Giulietta Simionato, Walter Berry e Virginia Zeani cantando anche il ruolo di Escamillo ed uno dei Drei Priester der Kathedrale in Assassinio nella cattedrale (opera) diretto da Herbert von Karajan con Hotter e Dermota cantando a Vienna fino al 1961 arrivando a 46 recite. Nel 1961 al San Francisco Opera è Lord Henry Ashton in Lucia di Lammermoor diretto da Francesco Molinari Pradelli con Giorgio Tozzi, Joan Sutherland e Renato Cioni, Demetrius in Sogno di una notte di mezza estate (opera) con Mary Costa e Marilyn Horne, Andrei Shchelkalov in Boris Godunov (opera) diretto da Leopold Ludwig con Tozzi e Plinio Clabassi, Ping in Turandot diretto da Molinari Pradelli con Leontyne Price e Clabassi e Tom Henney nella prima assoluta di Blood Moon di Norman Dello Joio diretto da Ludwig con la Costa.
Nel 1966 alla Scala è Erik nella prima di Il vascello fantasma diretto da Wolfgang Sawallisch con Karl Ridderbusch e Leonie Rysanek ed al Festival di Bayreuth Siegmund in Die Walküre diretto da Otmar Suitner con Josef Greindl, Hotter, Dame Gwyneth Jones e Helga Dernesch e Melot in Tristan und Isolde diretto da Karl Böhm con Widgassen, Martti Talvela, la Nilsson, Eberhard Waechter, Christa Ludwig e Peter Schreier. Nel 1969 al Grand Théâtre di Ginevra diretto da Georges Sébastian è il protagonista di Sigfrido (opera) e Sigfrido ne Il crepuscolo degli dei. Nel 1970 al Teatro La Fenice di Venezia è Florestano in Fidelio.

## Discografia
- Strauss Jr: Der Zigeunerbaron - Erich Kunz/Anneliese Rothenberger/Hilde Güden/Walter Berry/Wiener Philharmoniker, 1959 EMI
- Wagner, Tristano e Isotta - Böhm/Nilsson/Windgassen/Heater, 1966 Deutsche Grammophon
- Wagner: Der fliegende Holländer - Wolfgang Sawallisch/Leonie Rysanek/Karl Ridderbusch, 1966 Opera D'oro